# Gomphocarpus praticola
Gomphocarpus praticola är en oleanderväxtart som först beskrevs av Spencer Le Marchant Moore, och fick sitt nu gällande namn av Goyder och Nicholas. Gomphocarpus praticola ingår i släktet Gomphocarpus och familjen oleanderväxter. Inga underarter finns listade i Catalogue of Life.